# Uleanivka, Iuriivka
Uleanivka (în ucraineană Улянівка) este un sat în comuna Oleksiivka din raionul Iuriivka, regiunea Dnipropetrovsk, Ucraina.

## Demografie
Componența lingvistică a localității Uleanivka
     Ucraineană (90%)
     Rusă (10%)
Conform recensământului din 2001, majoritatea populației localității Uleanivka era vorbitoare de ucraineană (90%), existând în minoritate și vorbitori de rusă (10%).